# BioShock Infinite
BioShock Infinite is een first-person shooter-spel en het derde computerspel in de Bioshock-reeks. Het spel werd ontwikkeld door Irrational Games en in maart 2013 door 2K Games uitgebracht voor de PlayStation 3, Xbox 360, Microsoft Windows en Linux (SteamOS).
Het spel is geen vervolg op BioShock of BioShock 2, maar heeft wel een paar dezelfde elementen erin zitten.

De game samen met Bioshock 1 & Bioshock 2 als remaster uitgekomen op de Playstation 4, Nintendo Switch en de Xbox One als onderdeel van The Bioshock Collection

## Verhaal
De speler neemt in Bioshock Infinite de rol aan van Booker DeWitt. Hij wordt door iemand ingehuurd om een meisje te redden en daarmee zijn schulden af te betalen. (De zin: "Give us the girl and wipe away the debt" wordt vaak herhaald in het spel). Booker komt terecht in Columbia, een stad die zweeft tussen de wolken. Hier moet hij op zoek gaan naar de jonge vrouw genaamd Elizabeth, maar meteen bij aankomst krijgt hij het al aan de stok met de ordediensten. De dictatoriale leider van Columbia, Zachary Comstock, denkt dat Booker een valse profeet is die naar Columbia is gekomen om de streng religieuze gemeenschap te vernietigen.
Het verhaal in Bioshock Infinite heeft veel dubbele bodems, twists, verwijzingen naar spiritualiteit en geheime boodschappen.

## Hoofdpersonen
Booker DeWitt is een huurmoordenaar met een zeer duistere geschiedenis. Hij was vroeger soldaat en vocht onder andere mee bij Wounded Knee. Hij raakte daarna in een diepe depressie en bouwde schulden op bij de verkeerde mensen. Op een dag komt een man bij hem aan de deur en vertelt hem dat hij zijn schulden kan inlossen door een vrouw voor hem te vinden en terug te brengen. Booker is erg op zich zelf en praat liever niet over zijn gevoelens en problemen. Hoewel hij steeds beweert Elizabeth alleen maar te helpen omdat hij zijn schuld wil inlossen wordt gaandeweg duidelijk dat hij zich sterk verbonden voelt met haar.
Elizabeth is een jonge vrouw die al zo lang ze zich kan herinneren opgesloten zit in een toren. Haar cipier is een gigantische metalen vogel genaamd 'Songbird'. In de toren vult Elizabeth haar dagen vooral met het lezen van boeken. Dit heeft ervoor gezorgd dat ze over veel kennis beschikt en zelfs een paar aparte talenten heeft. Elizabeth kan scheuren in de ruimtetijd veroorzaken en zodoende van één tijdlijn in de andere stappen. Haar grote droom is om de toren te verlaten en in Parijs te gaan wonen.